# Sarcopoterium
Sarcopoterium es un género monotípico de planta perteneciente a la familia de las rosáceas. Su única especie: Sarcopoterium spinosum, es originaria de la cuenca del Mediterráneo.

## Descripción
La pimpinela espinosa  (Sarcopoterium spinosum) es un arbusto muy intrincado, de 30-60 cm de altura, lanoso. Con ramas laterales sin hojas, terminadas en una doble espina de 5-10 mm de largo. Las  hojas son alternas, finas, más anchas en el ápice, imparipinnadas, con 9-5 pares de folíolos. Foliolos de 4-6 mm de largo, por arriba más o menos tridentados, con el borde del limbo enrollado hacia abajo, cara superior glabra, cara inferior algo lanosa. Flores muy pequeñas, diclinas en espigas cortas o cabezuelas, las superiores femeninas y las inferiores masculinas. Perianto dividido en 4 partes, caliciforme, verde. 10-30 estambres. Ovarios con 2 estigmas plumosos. Frutos rojos, abayados.

## Hábitat
Habita en zonas secas y abiertas.

## Distribución
Mediterráneo central y oriental desde Cerdeña y el sur de Italia hacia el este.

## Taxonomía
Sarcopoterium spinosum fue descrita por Edouard Spach y publicado en Annales des Sciences Naturelles (Paris) sér. 3, 5: 43, en el año 1846